# Ellen Sprunger
Ellen Sprunger (Nyon, 5 agosto 1986) è un'ex multiplista svizzera.

## Biografia
Proveniente da una famiglia di sportivi, sua sorella minore Léa è un'ostacolista e suo fratello Ralph un calciatore; è inoltre cugina della cavallerizza Janika Sprunger e dell'hockeista su ghiaccio Julien Sprunger. Ellen sceglie di cimentarsi nelle prove multiple all'età di 10 anni per la varietà di discipline presenti. Nella sua carriera partecipa a due edizioni dei Giochi olimpici a Londra 2012 e Rio de Janeiro 2016.

## Palmarès
| Anno | Manifestazione    | Sede           | Evento      | Risultato  | Prestazione | Note                                     |
| ---- | ----------------- | -------------- | ----------- | ---------- | ----------- | ---------------------------------------- |
| 2004 | Mondiali juniores | Grosseto       | Eptathlon   | 12ª        | 5309 p.     |                                          |
| 2005 | Europei juniores  | Kaunas         | Eptathlon   | 8ª         | 5246 p.     |                                          |
| 2009 | Universiadi       | Belgrado       | Eptathlon   | 4ª         | 5767 p.     |                                          |
| 2011 | Universiadi       | Shenzen        | Eptathlon   | 9ª         | 5678 p.     |                                          |
| 2011 | Universiadi       | Shenzen        | 4×100 m     | 7ª         | 44"65       |                                          |
| 2011 | Mondiali          | Taegu          | 4×100 m     | Batteria   | 44"04       |                                          |
| 2012 | Europei           | Helsinki       | 4×100 m     | 6ª         | 43"61       |                                          |
| 2012 | Giochi olimpici   | Londra         | Eptathlon   | 17ª        | 6107 p.     |                                          |
| 2012 | Giochi olimpici   | Londra         | 4×100 m     | Batteria   | 43"54       |                                          |
| 2013 | Europei indoor    | Göteborg       | Pentathlon  | dnf        | dnf         |                                          |
| 2013 | Universiadi       | Kazan'         | 100 m hs    | Batteria   | 13"70       | Miglior prestazione personale stagionale |
| 2013 | Universiadi       | Kazan'         | 4×100 m     | Finale     | dq          |                                          |
| 2013 | Mondiali          | Mosca          | Eptathlon   | 13ª        | 6081 p.     | Miglior prestazione personale stagionale |
| 2013 | Mondiali          | Mosca          | 4×100 m     | Batteria   | 43"21       | Record nazionale                         |
| 2014 | Europei           | Zurigo         | Eptathlon   | 13ª        | 6082 p.     | Miglior prestazione personale stagionale |
| 2014 | Europei           | Zurigo         | 4×100 m     | Finale     | dnf         |                                          |
| 2016 | Europei           | Amsterdam      | 200 m piani | Semifinale | 23"54       |                                          |
| 2016 | Europei           | Amsterdam      | 4×100 m     | 4ª         | 43"00       |                                          |
| 2016 | Giochi olimpici   | Rio de Janeiro | 4×100 m     | Batteria   | 43"12       |                                          |